# Concepción (ciutat xilena)
Concepción és una ciutat xilena capital de la Regió del Bío-Bío, capital al seu torn de la Província de Concepción i nucli del Gran Concepción. Concepción és la segona ciutat més poblada de Xile, amb 912.889 persones (cens del 2002).
Va ser fundada per Pedro de Valdivia el 5 d'octubre de 1550 en l'actual emplaçament de Penco, davant de la Badia de Concepción. Després del terratrèmol i sisme submarí del 25 de maig de 1751, que va destruir la ciutat, es va decidir el seu reemplaçament en el denominat Valle de la Mocha, ubicació que manté actualment.

## Educació
Concepción ostenta entre d'altres l'orgull de posseir la primera universitat d'origen privat del país, la Universitat de Concepción, fundada el 1919 per un grup de ciutadans entre els quals hi ha don Enrique Molina, el seu primer rector. Només molts anys després aquesta Universitat va començar a tenir suport estatal formant part de les universitats tradicionals. A més existeixen la Universidad Católica de la Santísima Concepción i la Universitat del Bío-Bío que són universitats tradicionals i la Universidad San Sebastián que és completament privada.

## Galeria fotogràfica

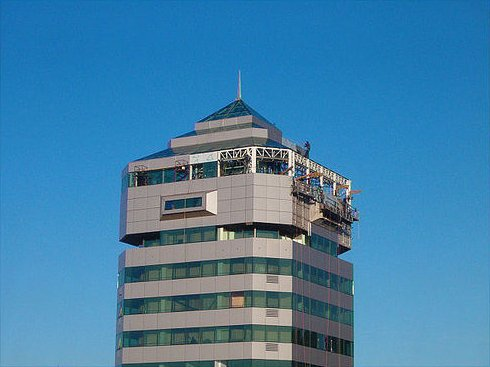
Torre Andes
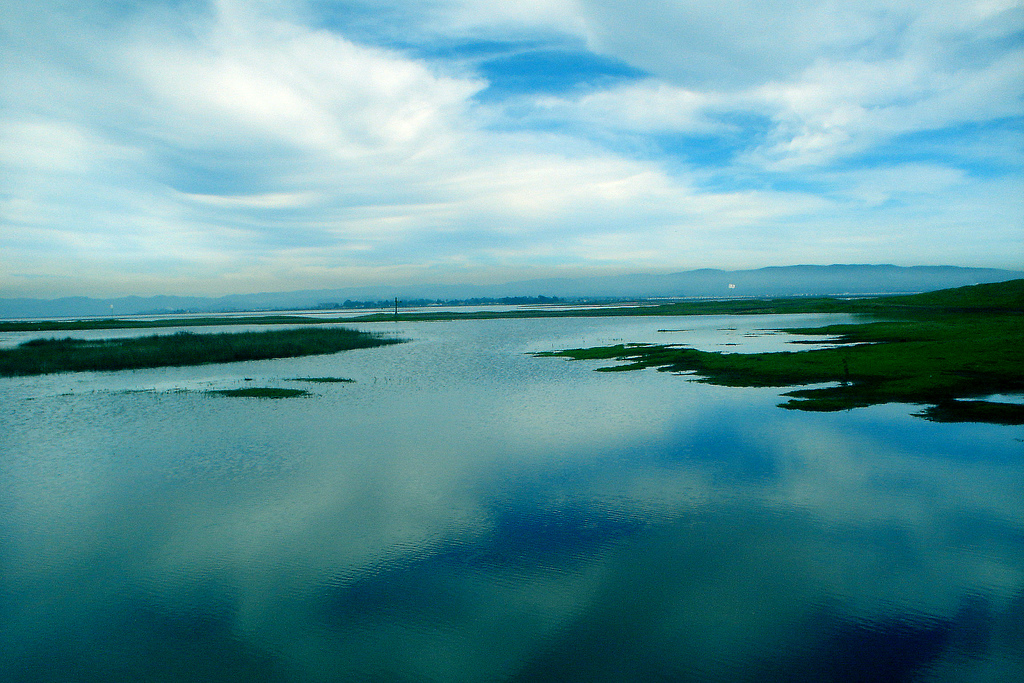
Desembocadura del Riu Bio-Bío.
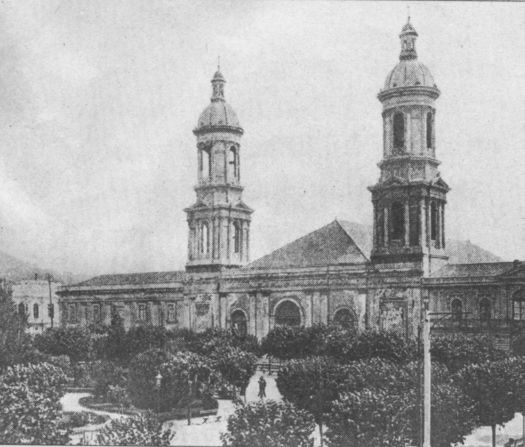
Catedral de Concepción; va ser enderrocat després d'un terratrèmol en 1939.
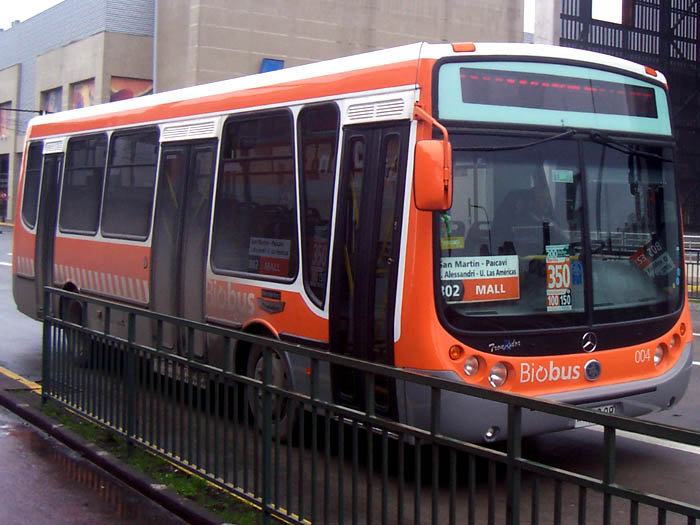
BioBus, transport a l'estació de tren.
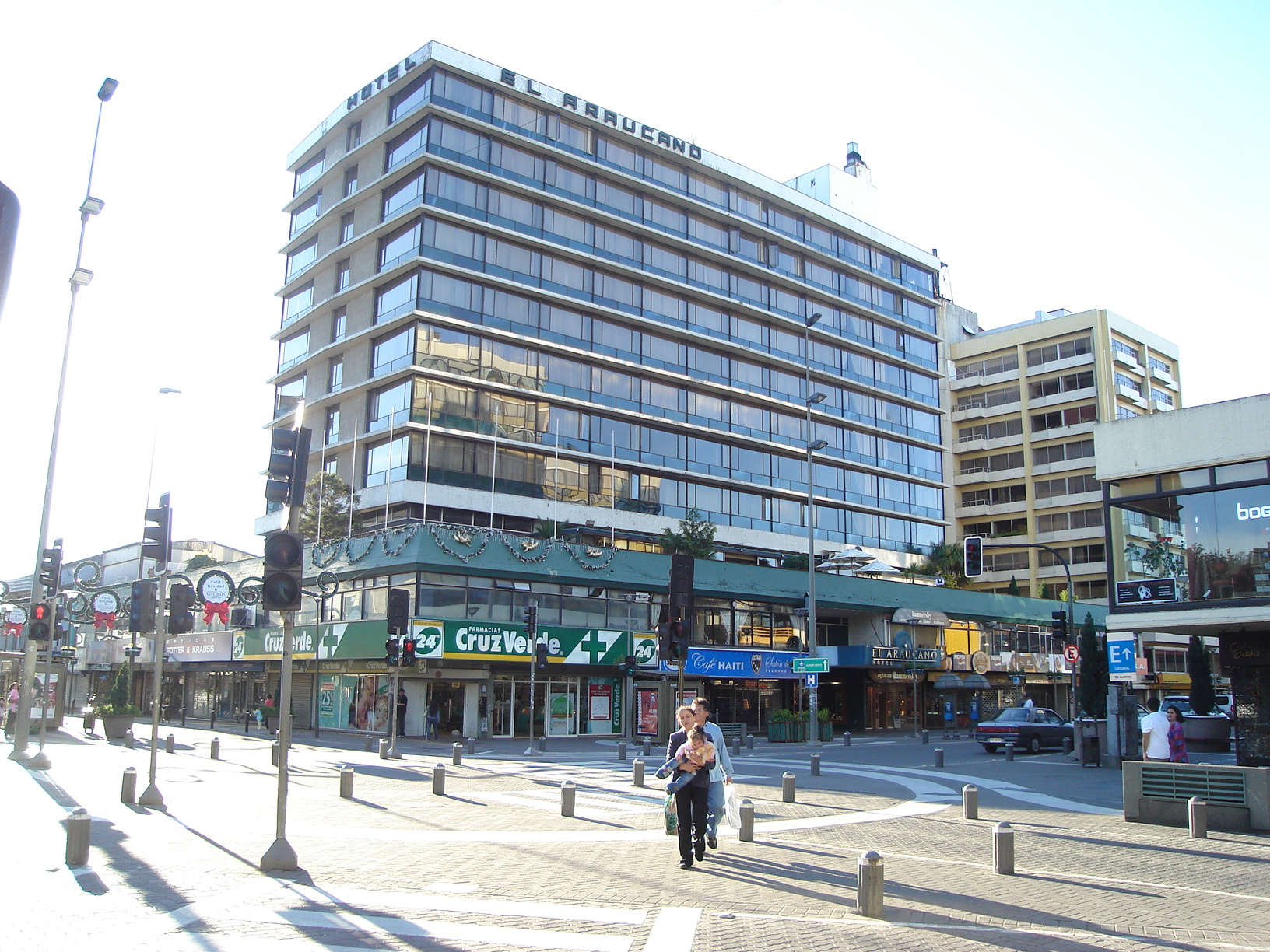
Hotel Araucano.
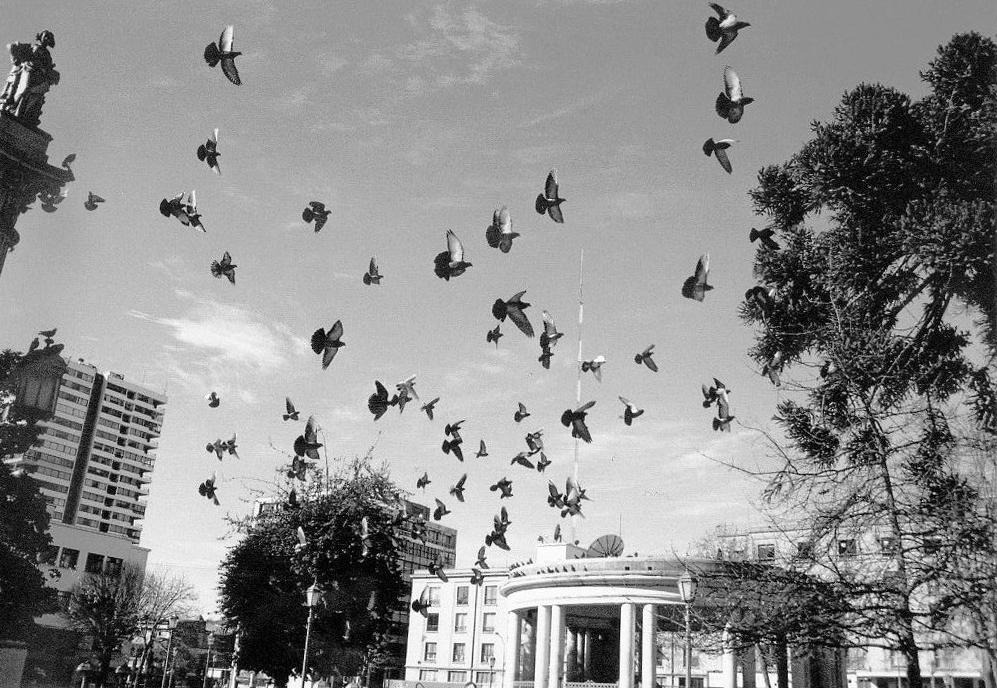
Plaza de la Independencia, la Plaça d'Armes de Concepción.